# سیارک ۸۹۷۳
سیارک ۸۹۷۳ (به انگلیسی: 8973 Pratincola، نامگذاری:3297T-2) هشت هزار و نهصد و هفتاد و سومین سیارک کشف شده‌است که در ۳۰ سپتامبر ۱۹۷۳ کشف شد.
قدر مطلق سیارک برابر ۱۴٫۷۰ است.